# Czartajew
Czartajew  è un villaggio nel distretto amministrativo di Gmina Siemiatycze, della contea di Siemiatycze, nel voivodato di Podlaskie, della Polonia nord-orientale. Si trova a circa 5 chilometri a nord-ovest di Siemiatycze e 76 chilomtri a sud del capoluogo regionale Białystok.